# Decapitated
Decapitated je polská deathmetalová skupina založená v roce 1996 v Krosnu. Skupinu tvoří kytarista, zakladatel a skladatel Wacław "Vogg" Kiełtyka, zpěvák Rafał Piotrowski, basista Hubert Więcek a bubeník James Stewart. Decapitated získali uznání jako jedna z nejuznávanějších skupin svého žánru a jeden z hlavních stoupenců technického death metalu. Kapela získala mezinárodní fanouškovskou základnu v undergroundové hudební komunitě a stala se inovativním aktem v moderním death metalu.

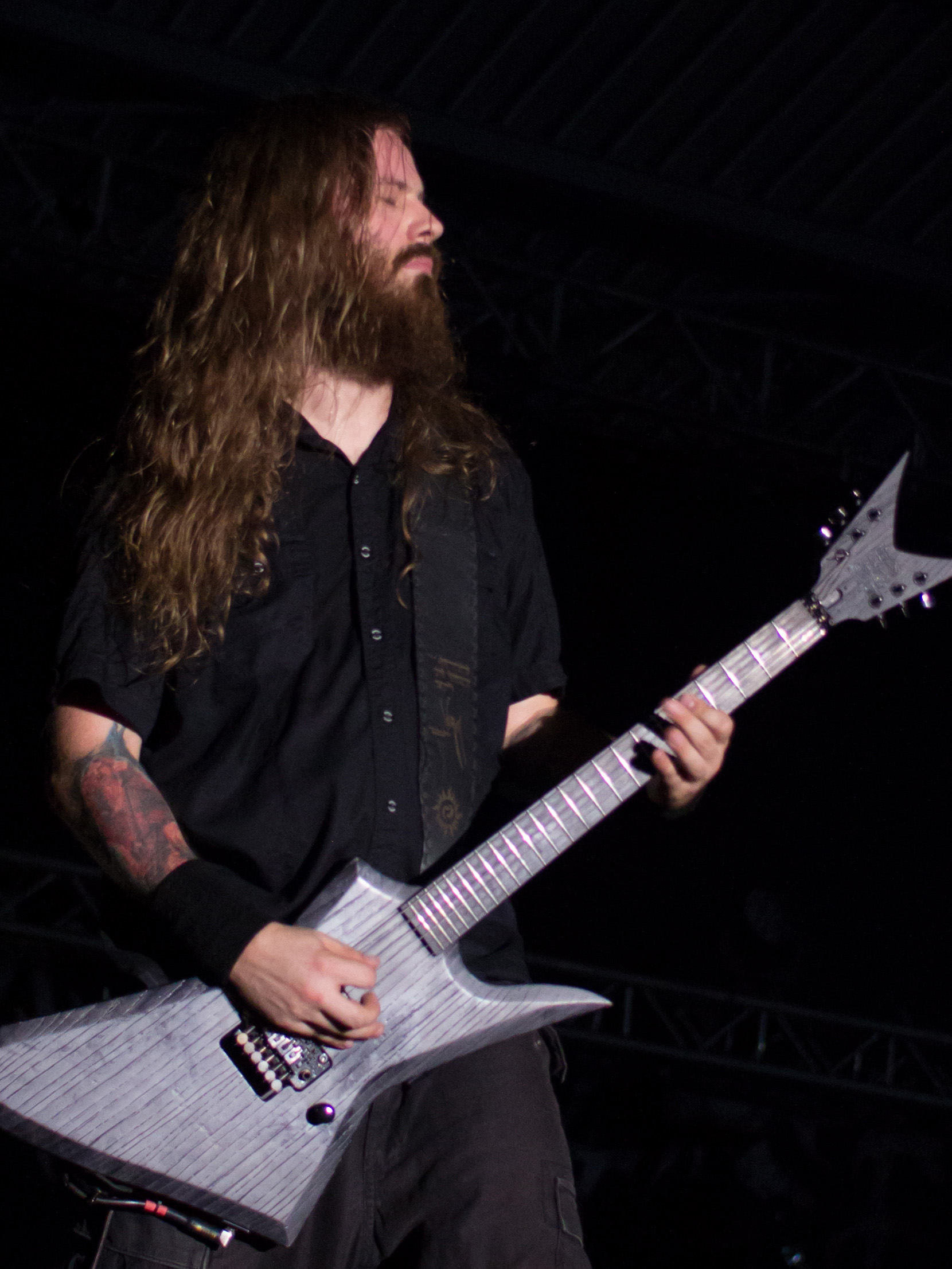
Wacław Kiełtyka

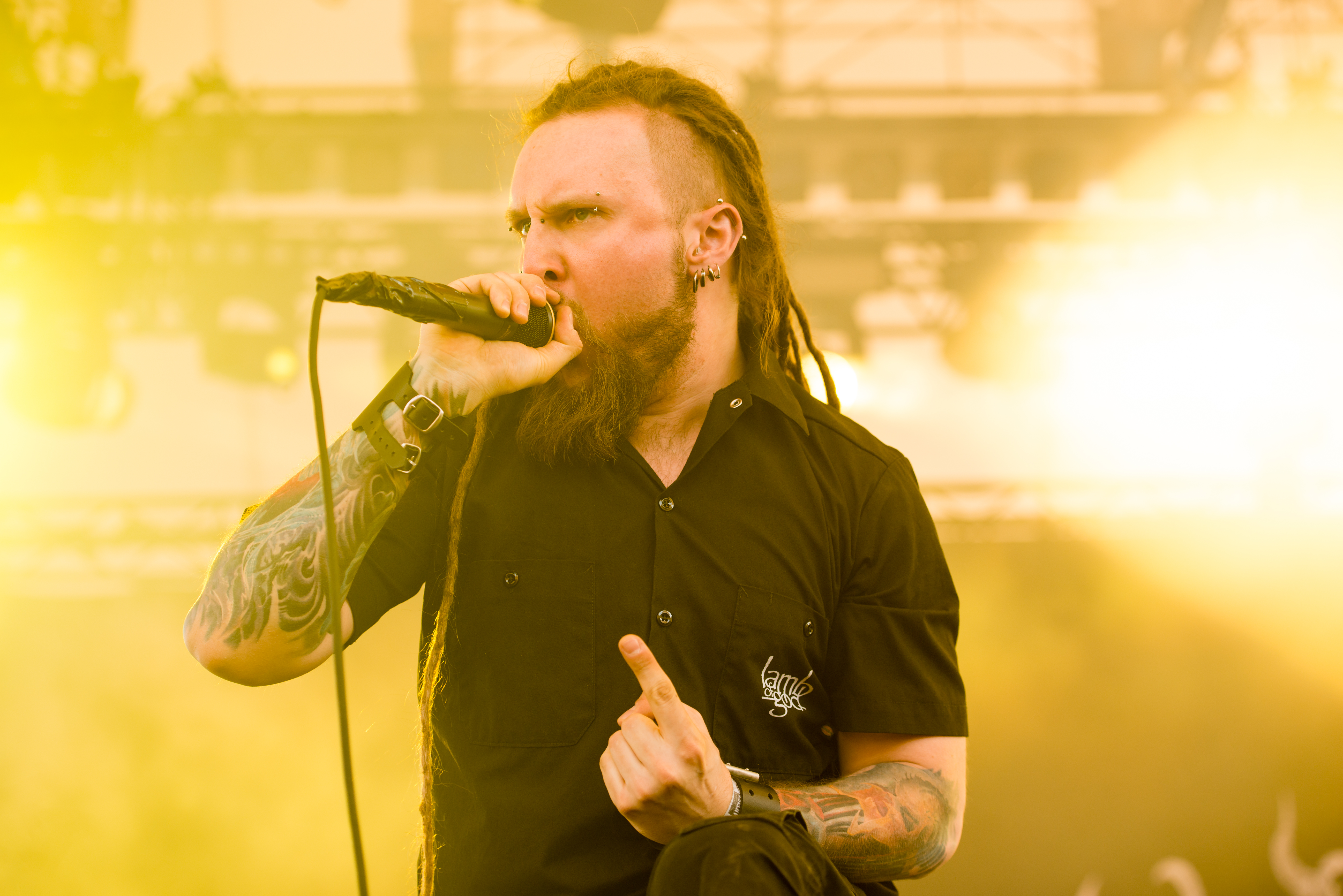
Rafał Piotrowski

## Diskografie
Studiová alba
- Winds of Creation (2000)
- Nihility (2002)
- The Negation (2004)
- Organic Hallucinosis (2006)
- Carnival Is Forever (2011)
- Blood Mantra (2014)
- Anticult (2017)
- Cancer Culture (2022)

## Členové
Současní
- Wacław "Vogg" Kiełtyka – kytara (1996–2007, 2009–dosud)
- Rafał "Rasta" Piotrowski – vokály (2009–dosud)
- Hubert Więcek – basa (2016–dosud)
- James Stewart – bicí (2018–dosud)

Bývalí
- Witold "Vitek" Kiełtyka – bicí (1996–2007; zemřel 2007)
- Wojciech "Sauron" Wąsowicz – vokály (1996–2005)
- Marcin "Martin" Rygiel – basa (1997–2005, 2006–2007)
- Adrian "Covan" Kowanek – vokály (2005–2007)
- Kerim "Krimh" Lechner – bicí (2009–2012)
- Filip "Heinrich" Hałucha – basa (2009–2011)
- Paweł Pasek – basa (2012–2016)
- Michał Łysejko – bicí (2014–2018)